# Colonides hubrichi
Colonides hubrichi är en skalbaggsart som beskrevs av Bruch 1923. Colonides hubrichi ingår i släktet Colonides och familjen stumpbaggar. Inga underarter finns listade i Catalogue of Life.